# Nakajima J5N
Nakajima J5N «Tenrai» (яп. 天雷, «Тенрай» («Небесный гром»)) — проект истребителя Императорского флота Японии периода Второй мировой войны.

## История создания
Начиная с 1942 года командование авиации Императорского флота Японии столкнулось с ситуацией, когда атаки японских истребителей против хорошо вооружённых американских бомбардировщиков B-17 и B-24 были неэффективными. Кроме того, разведке стало известно о разработке нового самолёта B-29, который предназначался для стратегических бомбардировок Японии. Чтобы противостоять этой угрозе, в начале 1943 года флот сформулировал техническое задание 18-Си «B» на разработку тяжёлого истребителя-перехватчика.
Техническое задание не обуславливало ни конструкции самолёта, ни количество и тип двигателей. Самолёт должен быть вооружён как минимум двумя 30-мм пушками «Тип 5», иметь скорость не ниже 665 км/ч и набирать высоту 8 000 не больше, чем за 9 минут. Кроме того, нужно было обеспечить лёгкость серийного производства, при котором должен быть возможен переход на нестратегическое сырьё.
Конструкторы фирмы Nakajima, под руководством Кацудзи Накамуре и Казуо Оно, взяли за основу самолёт Nakajima J1N. На его базе был разработан проект двухмоторного одноместного самолёта по схеме среднеплана с дюралюминиевой обшивкой и крылом ламинарного профиля. Вооружение состояло из четырёх 30-мм пушек «Тип 5» и двух 20-мм пушек «Тип 99», размещённых в носовой части фюзеляжа. Топливные баки были протектированы, а пилот имел защиту в виде 50-мм бронестёкла. Самолёт должен был быть оснащён двумя двигателями Nakajima NK9H Homare-21.
В конце 1943 года проект был одобрен, получил обозначение J5N1 «Тенрай» («Небесный гром»), и фирма приступила к построению прототипа. Прототип был готов в марте 1944 года, а в июле совершил первый полёт. Однако результаты испытаний были неудовлетворительными. Самолёт достиг скорости всего 603 км/ч, кроме того он имел недостаточную продольную устойчивость и плохую управляемость на малых скоростях. Только скорость набора высоты соответствовала требованиям технического задания. Кроме того, создавали проблемы недоработанные двигатели.
Во время испытаний были построены пять прототипов, два из которых были двухместными. В некоторых прототипах 30-мм пушки были перенесены за кабину пилота и установлены под углом 60°.
Во время одного из испытательных полётов прототип перехватил американский бомбардировщик B-29 на высоте 7 000 м и сбил его.
Но несмотря на внесённые изменения, характеристики самолёта существенно не улучшились. В начале 1945 года флот приказал свернуть все работы над проектом.
Из шести построенных прототипов один разбился во время испытаний, два были уничтожены во время налётов американской авиации, ещё три были захвачены американцами после окончания войны.

## Тактико-технические характеристики

### Технические характеристики
- Экипаж: 1 человек
- Длина: 11,46 м
- Высота: 3,50 м
- Размах крыльев: 14,50 м
- Площадь крыльев: 32,00 м²
- Масса пустого: 5 090 кг
- Масса снаряжённого: 7 040 кг
- Двигатели: 2 x Nakajima NK9H Homare-21
- Мощность: 2 x 1 990 л. с.

### Лётные характеристики
- Крейсерская скорость: 464 км/ч
- Максимальная скорость 621 км/ч
- Дальность полёта: 1 480 км
- Практический потолок: 10 800 м

### Вооружение
- Пушечное:
  - 2x30-мм пушки «Тип 5»
  - 2x20-мм пушки «Тип 99»

## Ссылка
- На Викискладе есть медиафайлы по теме Nakajima J5N
- Nakajima J5N Tenrai Архивная копия от 20 марта 2012 на Wayback Machine (яп.)
- Nakajima J5N на сайте «Уголок неба» Архивная копия от 29 апреля 2017 на Wayback Machine (рус.)